# Toropec
Toropec (in russo Торопец?; anche traslitterata come Toropets secondo l'uso anglosassone) è una città della Russia europea centrale.

## Geografia
La città appartiene all'oblast' di Tver' ed è il capoluogo del rajon Toropeckij; sorge sulle rive del fiume Toropa, sulle colline del Rialto del Valdaj, a 263 chilometri di distanza da Tver'.

## Storia
Nel 1074, quando la città venne menzionata per la prima volta nelle cronache dell'epoca, Toropec apparteneva ai principi di Smolensk.
Il più famoso dei suoi sovrani fu Mstislav Mstislavič, nonno materno di Aleksandr Nevskij che nel 1239 sposò Aleksandra di Polack a Toropec.
A metà del XIV secolo la città passò al Granducato di Lituania, che dovette cederla a Ivan III di Russia in seguito alla battaglia di Vedroša nel 1503.
Durante la Seconda guerra mondiale fu occupata dalla Wehrmacht dal 29 agosto 1941 al 21 gennaio 1942, quando fu riconquistata dall'Armata rossa durante l'offensiva Toropec-Cholm.
Nel periodo 2015-2018, vicino a Toropec, nei pressi del villaggio di Kudino, è stato costruito un arsenale della Direzione principale missili e artiglieria del ministero della Difesa della Federazione Russa (GRAU) con una superficie di circa 5 km² e inaugurato dal viceministro della Difesa generale Dmitrij Bulgakov.
Nella notte tra il 17 e il 18 settembre 2024, nel corso del conflitto russo-ucraino, l'Ucraina ha lanciato un attacco con droni al deposito di munizioni del GRAU, provocando una serie di massicce esplosioni e incendi a Toropec e dintorni.
Igor Rudenya, governatore dell'oblast' di Tver', ha annunciato un'evacuazione parziale della zona.